# If I’m Lucky (singel)
If I’m Lucky – piosenka amerykańskiego wokalisty Jasona Derulo, wydana 1 września 2017 roku nakładem wytwórni Warner Bros. Records jako drugi singiel z albumu „2Sides”.

## Listy
| Listy (2017)                       | Najwyższa pozycja |
| ---------------------------------- | ----------------- |
| Australia (ARIA)                   | 59                |
| Austria (Ö3 Austria Top 40)        | 39                |
| Belgia (Ultratip Flandria)         | 1                 |
| Belgia (Ultratip Walonia)          | 23                |
| Kanada (Canadian Hot 100)          | 75                |
| Czechy (Singles Digitál Top 100)   | 76                |
| Francja (SNEP)                     | 167               |
| Niemcy (Official German Charts)    | 31                |
| Węgry (Rádiós Top 40)              | 31                |
| Węgry (Single Top 40)              | 35                |
| Irlandia (IRMA)                    | 45                |
| Liban (Lebanese Top 20)            | 18                |
| Holandia (Dutch Top 40)            | 33                |
| Holandia (Single Top 100)          | 57                |
| Nowa Zelandia [Heatseekers] (RMNZ) | 1                 |
| Portugalia (AFP)                   | 52                |
| Rumunia (Airplay 100)              | 15                |
| Szkocja (Official Charts Company)  | 25                |
| Słowacja (Rádio Top 100)           | 21                |
| Słowacja (Singles Digitál Top 100) | 40                |
| Hiszpania (PROMUSICAE)             | 29                |
| Szwecja (Sverigetopplistan)        | 54                |
| Szwajcaria (Schweizer Hitparade)   | 77                |
| Wielka Brytania (UK Singles Chart) | 28                |

## Certyfikaty
| Kraj                  | Certyfikat | Liczba kopii |
| --------------------- | ---------- | ------------ |
| Wielka Brytania (BPI) | Srebro     | 200 tys.     |